# Philippe Marlière
Pour le biologiste et inventeur, voir Philippe Marlière (biologiste)
 (décembre 2018).
Philippe Marlière, né le 9 avril 1966, est un politologue français et un militant politique engagé à gauche.

## Biographie

### Formation et carrière universitaire
Philippe Marlière est titulaire d’un doctorat en sciences politiques et sociales de l’Institut universitaire européen de Florence obtenu en 2000. Il est professeur de sciences politiques à University College de Londres.
Ses recherches portent sur la social-démocratie, la gauche radicale et l’idéologie républicaine en France aujourd’hui. Il a essentiellement publié sur le Parti socialiste français, la social-démocratie européenne et la « Troisième voie » du New Labour.
Il est membre des comités de rédaction des revues françaises Mouvements, Démocratie et socialisme et Politique revue de débats,.
Il a été le titulaire de la chaire Marcel Liebman de l'université libre de Bruxelles en 2007.

### Engagements politiques
Après vingt ans passés au Parti socialiste (PS), il rejoint le Nouveau Parti anticapitaliste (NPA) en 2009. Il indique que le référendum de 2005 sur le projet de constitution européenne et le ralliement de la direction du PS au camp du « oui » a motivé son choix de quitter ce parti. Il quitte le NPA deux ans plus tard. 
Il est fondateur en juin 2014, avec Liêm Hoang-Ngoc, du Club des socialistes affligés, qui cherche à regrouper des socialistes opposés à la politique menée par François Hollande et ses gouvernements. Il rejoint en février 2015 le mouvement Ensemble, membre du Front de gauche et regroupant différentes traditions dont des courants issus du NPA. Il quitte ce mouvement en septembre 2018. En janvier 2017, lors des primaires socialistes, il appelle à voter contre Manuel Valls et soutient Benoît Hamon, représentant « d’une gauche sociale-démocrate pluraliste, multiculturelle ».

### Prises de position
En juin 2017, il cosigne avec une vingtaine d'intellectuels une tribune de soutien à Houria Bouteldja dans le journal Le Monde, qui affirme notamment que « ce qui est visé à travers la violence des attaques qui la ciblent, c’est l’antiracisme politique dans son ensemble. » Le texte est décrit par Jack Dion de Marianne comme étant « ahurissant d’allégeance à une dame qui a exposé son racisme au vu et au su de tous. »
En septembre 2020, dans le cadre de l'affaire des caricatures de Charlie Hebdo, Philippe Marlière affirme que « Charlie Hebdo nous demande de choisir entre de lâches assassins et des caricatures racistes qui ne sont ni drôles ni socialement pertinentes. On connaît le résultat : une incitation à plus de haine et de racisme anti-musulman en France,. » Sur son blog personnel, il précise que « s’il faut être solidaire des victimes et des survivants, la liberté de critiquer l’humour désuet et l’islamophobie de Charlie Hebdo doit aussi être totale. »
Philippe Marlière possède un blog dans le site web d'information et d'opinion Mediapart et sur Politis.

## Ouvrages

### En français
- Jean Jaurès et son discours à la jeunesse, Genève, Éditions de la Nacelle, 1995 (en collaboration avec Sylvie Montmoulineix)
- Essais sur Tony Blair et le New Labour - La Troisième Voie dans l'impasse, Paris, Éditions Syllepse, 2003
- La Mémoire socialiste 1905-2007 - Sociologie du souvenir politique en milieu partisan, Paris, Éditions L'Harmattan, 2007
- La Social-démocratie domestiquée - La voie blairiste, Bruxelles, Éditions Aden, 2008
- La Gauche radicale en Europe, Paris, Éditions du Croquant, 2013 (en collaboration avec Jean-Numa Ducange et Louis Weber)
- La gauche ne doit pas mourir ! Le Manifeste des socialistes affligés, Paris, éditions Les Liens qui Libèrent, 2014 (en collaboration avec Liêm Hoang Ngoc)
- Les Tontons flingueurs de la gauche. Lettres ouvertes à Hollande, Macron, Mélenchon, Roussel, Ruffin, Onfray, Paris, Textuel (« Petite encyclopédie critique »), 2024 (corédigé avec Philippe Corcuff).

### En anglais
- Social Democratic Parties in the European Union - History, Organization, Policies, Basingstoke, éditions Macmillan, 1999 (en collaboration avec Robert Ladrech)
- Perspectives on the French Parti Socialiste's Downfall, Bruxelles, FEPS, 2023.